# Gyerekhullák (South Park)
A Gyerekhullák (Dead Kids) a South Park című amerikai animációs sorozat 288. része (a 22. évad 1. epizódja). Elsőként 2018. szeptember 26-án sugározták az Egyesült Államokban a Comedy Central műsorán. Magyarországon szinkronosan 2018. október 30-án szintén a Comedy Central mutatta be.
Az epizód az Egyesült Államokban egyre gyakoribbá váló iskolai lövöldözésekkel foglalkozik, valamint a nem sokkal korábban bemutatott, "Fekete Párduc" című film kulturális jelentőségét figurázza ki.

## Cselekmény
Iskolai lövöldözés történik az általános iskolában, amiben meghal egy diák. Csakhogy amikor a kommandósok betörnek az osztályterembe, hogy biztosítsák a területet, a tanárnő és a diákok is úgy tesznek, mintha mi sem történt volna, mert éppen egy matematikadolgozatot értékelnek ki. Cartman dühös, mert az összes válaszát Tokenről másolta le, és ennek ellenére is megbukott. A fejébe veszi, hogy Token ezt szándékosan csinálta és direkt jelölt meg rossz válaszokat. Még az indokát is megtalálja ennek: ő úgy gondolja, hogy a Fekete Párduc rossz film, a feketék szerint azonban kulturális jelentősége van. Hiába állítja Token, hogy nem látta a filmet, ez nem nyugtatja meg Cartmant, aki mindenáron igazolni akarja a gyanúját, és folyamatosan azt állítja, hogy ő sem mondott sosem rosszat a filmről. A folyamatos tagadások ellenére Cartman végül arra jut, hogy Token látta a filmet, csak nem tetszett neki. Miután mindketten megúsznak egy iskolai lövöldözést, Token megengedi Cartmannek, hogy lemásolhassa a következő dolgozatnál a megoldásait. Cartman ezalatt azon töri a fejét, vajon hány fekete fél még bevallani, hogy nem tetszett neki a Fekete Párduc - úgy véli, Token eltussolja az ügyüket, ezért inkább összegyűri a dolgozatát és vállalja az egyest, ha ő lehet az egyetlen reményük.
Ezalatt Sharon, Stan anyja, rettentően aggódik nemcsak a fia épsége miatt, hanem amiatt is, hogy a lövöldözések iránt mindenki érzéketlen. Még a férje, Randy is, aki szerint az egész viselkedés a menstruációs ciklusa miatt van. Mikor elpanaszolja a többieknek a bánatát, Stephen azt mondja neki, hogy lehet, hogy ez már a klimax miatt van. Randy úgy dönt, hogy segít Sharonnak, ezért egy romantikus meglepetés-szerenádot szervez neki, amin minden ismerősük ott van. Sharon dühösen közli mindenkivel, hogy nem klimaxol, és dühíti, hogy mindenki tökéletesen érzéketlen a lövöldözésekre. Később bocsánatot kér Randytől, és azt mondja neki, hogy túl sok a fájdalom és a szenvedés mostanában, amiket nagyon a szívére vesz és talán túlreagálja ezeket, aminek lehetnek a hormonok az okai. Amikor ezután felhívják telefonon és közlik vele, hogy Stant meglőtték, csak annyit mond már rá, hogy ez nem a világvége.
A stábilsta alatt a #cancelsouthpark felirat látható, ami egy visszatérő geg az egész évad során.

## Forráshivatkozások
1. ↑  South Park Studios (2018. szeptember 23.). „South Park Season 22 Premiere Promo Clip”.
2. ↑  Diaz, Johnny: ‘South Park’ takes on school shootings in 22nd season debut titled ‘Dead Kids’ (amerikai angol nyelven). Sun Sentinel, 2018. szeptember 26. (Hozzáférés: 2024. május 31.)
3. ↑  Lincoln, Ross A.: 'South Park' Season Premiere 'Dead Kids' Is a Big Middle Finger at Apathy Over School Shootings (amerikai angol nyelven). TheWrap, 2018. szeptember 27. (Hozzáférés: 2024. május 31.)

## Fordítás
- Ez a szócikk részben vagy egészben  a   Dead Kids (South Park) című angol Wikipédia-szócikk ezen változatának fordításán alapul.  Az eredeti cikk szerkesztőit annak laptörténete sorolja fel. Ez a jelzés csupán a megfogalmazás eredetét és a szerzői jogokat jelzi, nem szolgál a cikkben szereplő információk forrásmegjelöléseként.